# Луиза Голландина Пфальцская
Луиза Голландина Пфальцская (18 апреля 1622 — 11 февраля 1709 года) — художница и аббатиса. Дочь Фридриха V, курфюрста Пфальца и короля Богемии, и Елизаветы Стюарт. На протяжении сорока пяти лет вплоть до своей смерти, Луиза была настоятельницей монастыря Мобюиссон.

## Биография
Луиза Голландина была талантливым портретистом и графиком. Она была ученицей Геррита ван Хонтхорста и так удачно подражала его стилю, что некоторые из её работ были приписаны ему. По неизвестным причинам, в декабре 1657 года она бежала во Францию и перешла в римско-католическую веру . 25 марта 1659 года она стала монахиней, а 19 сентября 1660 года — монахиней в цистерцианском аббатстве Мобюиссон. При поддержке короля Людовика XIV она стала аббатисой Мобюиссона в августе 1664 года.
Как художник, принцесса считается «любителем». Портреты, которые она нарисовала, часто были написаны в стиле Хонторста. Её работы, как правило, хранились в её семье, а некоторые теперь можно найти в немецких музеях.

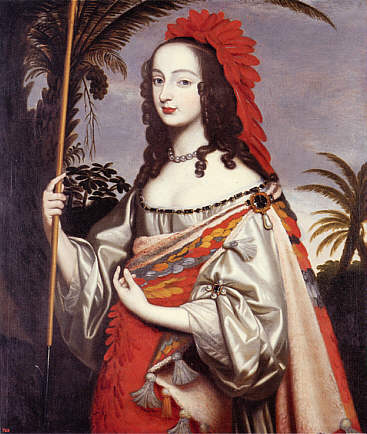
Портрет Софии Ганноверской, написанный её сестрой Луизой Голландиной.
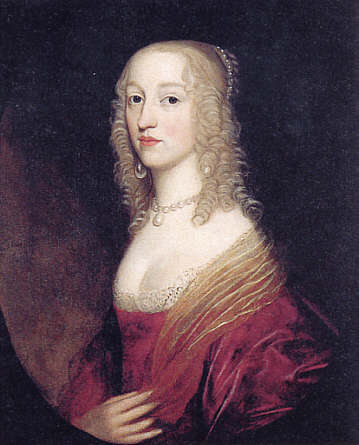
Портрет Луизы Голландины кисти Геррита ван Хонтхорста, 1642 год.
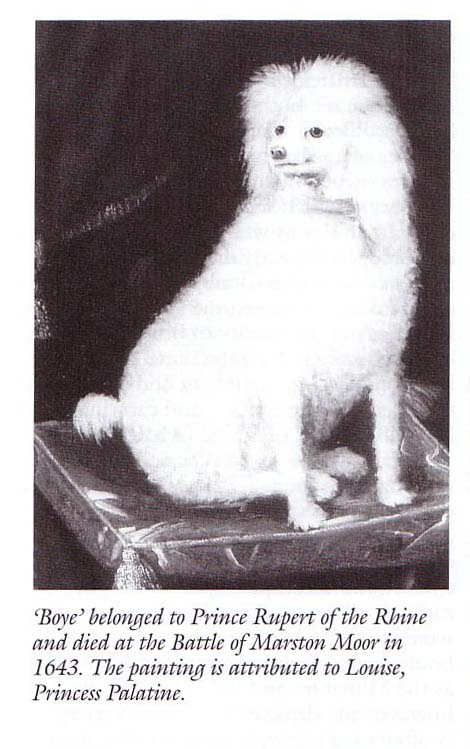
Картина с изображением принадлежавшей Рупрехту Пфальцскому собаки Боя, приписываемая его сестре Луизе Голландины Пфальцской